# Rue Gérard-de-Nerval
La rue Gérard-de-Nerval est une voie du 18e arrondissement de Paris, en France.

## Situation et accès
La rue Gérard-de-Nerval est une voie publique située dans le 18e arrondissement de Paris. Elle débute au 10, rue Henri-Huchard et se termine au 31, avenue de la Porte-de-Montmartre. 

## Origine du nom

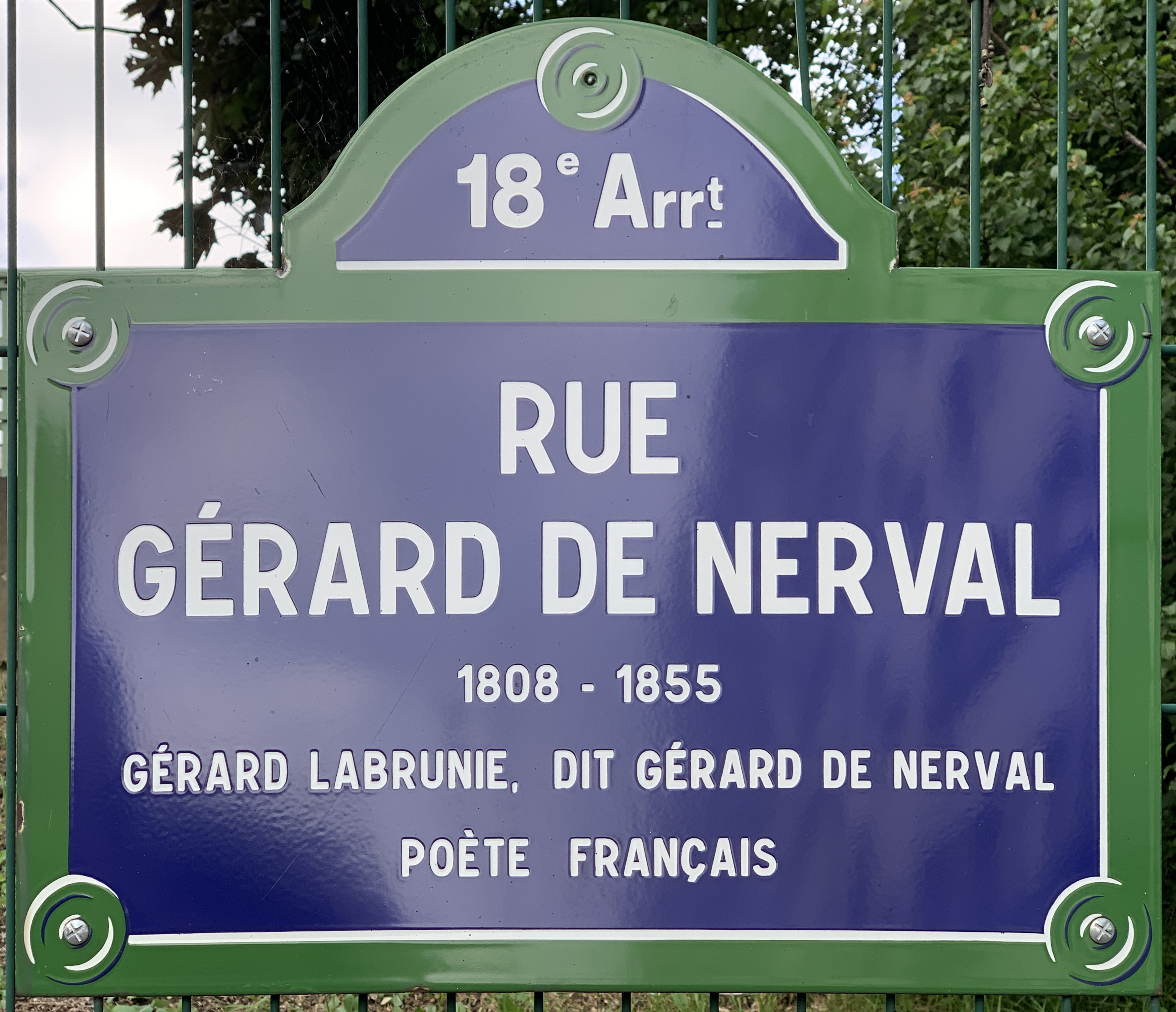
Plaque de la rue.

Elle porte le nom du poète français Gérard Labrunie, dit Gérard de Nerval (1808-1855).

## Historique
Cette voie est ouverte, par la Ville de Paris, sous sa dénomination par un arrêté du 21 mai 1956.